# CrossRef
CrossRef is een samenwerking tussen uitgevers om de standaardisatie van digitale objecten online mogelijk te maken.
Begin 2000 werd CrossRef opgericht door Publishers International Linking Association (PILA).
CrossRef is een officieel registratieagentschap voor een Digital object identifier (DOI), dit is een ISO 26324-standaard voor digitale objecten.